# Кушелев, Сергей Егорович
Сергей Егорович Кушелев (1821—1890) — генерал от инфантерии, участник Кавказской войны.

## Биография
Родился в дворянской семье в 1821 году в Псковской губернии. Сын сенатора генерал-лейтенанта Кушелева Егора Андреевича.
По окончании Пажеского корпус в 1839 году (имя его занесено на мраморную доску) был произведён из фельдфебелей в прапорщики лейб-гвардии Преображенского полка.
6 декабря 1840 года был назначен флигель-адъютантом к Его Величеству. В следующем году он был командирован на Кавказ и принимал, в составе Чеченского отряда генерала Граббе, участие в четырех-месячной экспедиции против горцев, причём был во многих делах и стычках. В 1844 году ему единовременно пожаловано 5000 рублей, в том же году он снова был командирован на Кавказ, где в составе Дагестанского отряда генерала от инфантерии Лидерса участвовал в делах против горцев, причём за боевое отличие произведен в чин поручика и награждён орденом Святой Анны 3 степени с бантом.
По возвращении с Кавказа он был прикомандирован к Инспекторскому департаменту Военного министерства, причём на него были возложены многие поручения лично Его Величеством: за отличное исполнение он удостоился нескольких изъявлении Монаршего благоволения, а также в 1845 году был награждён денежной наградой в 500 червонцев.
С производством в полковники, в 1848 году поступил обратно на фронт своего же полка и командовал там батальоном. С 1849 года командир 4-го гренадерского полка. 19 апреля 1853 года он был назначен командиром карабинерного генерал-фельдмаршала графа Барклая-де-Толли полка и в 1855 году командующим Лейб-Гвардейским Измайловским полком.17 апреля этого же года произведен в генерал-майоры, с назначением в Свиту Его Величества, и с утверждением в должности. С 1856 года также командир 2-й гвардейской пехотной бригады.
В 1861 году был назначен временно военным губернатором Минской губернии, а 17 апреля 1862 года назначен генерал-адъютантом.
С 1862 года командовал 1-й гренадерской дивизией, причём 17 апреля 1863 года он произведен в генерал-лейтенанты. С 1864 года некоторое время находился в бессрочном отпуске. В 1866 году он снова вернулся в действительную службу и состоял в Свите Его Величества, причём на него были возложены многие Высочайшие поручения.
В 1872 году назначен членом Военно-госпитального комитета. 16 апреля 1878 года произведен в генералы от инфантерии, с оставлением в звании генерал-адъютанта.
В 1889 году был назначен членом Главного военно-санитарного комитета.
Скончался от каменной болезни 18 сентября 1890 года в Вильдунгене, похоронен там же на городском кладбище.

## Награды
- Орден Святого Станислава 1 степени (1858)
- Орден Святой Анны 1 степени с императорской короной (1867)
- Орден Святого Владимира 2 степени (1869)
- Орден Белого орла (1874)
- Орден Святого Александра Невского (1885)
- бриллиантовыми знаками к ордену Святого Александра Невского (1887)

## Интересные факты
В доме Кушелева русский писатель Лесков впервые читал повесть Очарованный странник. Повесть впервые была опубликована в газете «Русский мир», с 15 октября по 23 ноября 1873 года, под заглавием «Очарованный странник, его жизнь, опыты, мнения и приключения» и с посвящением С. Е. Кушелеву.